# Otto Weerth

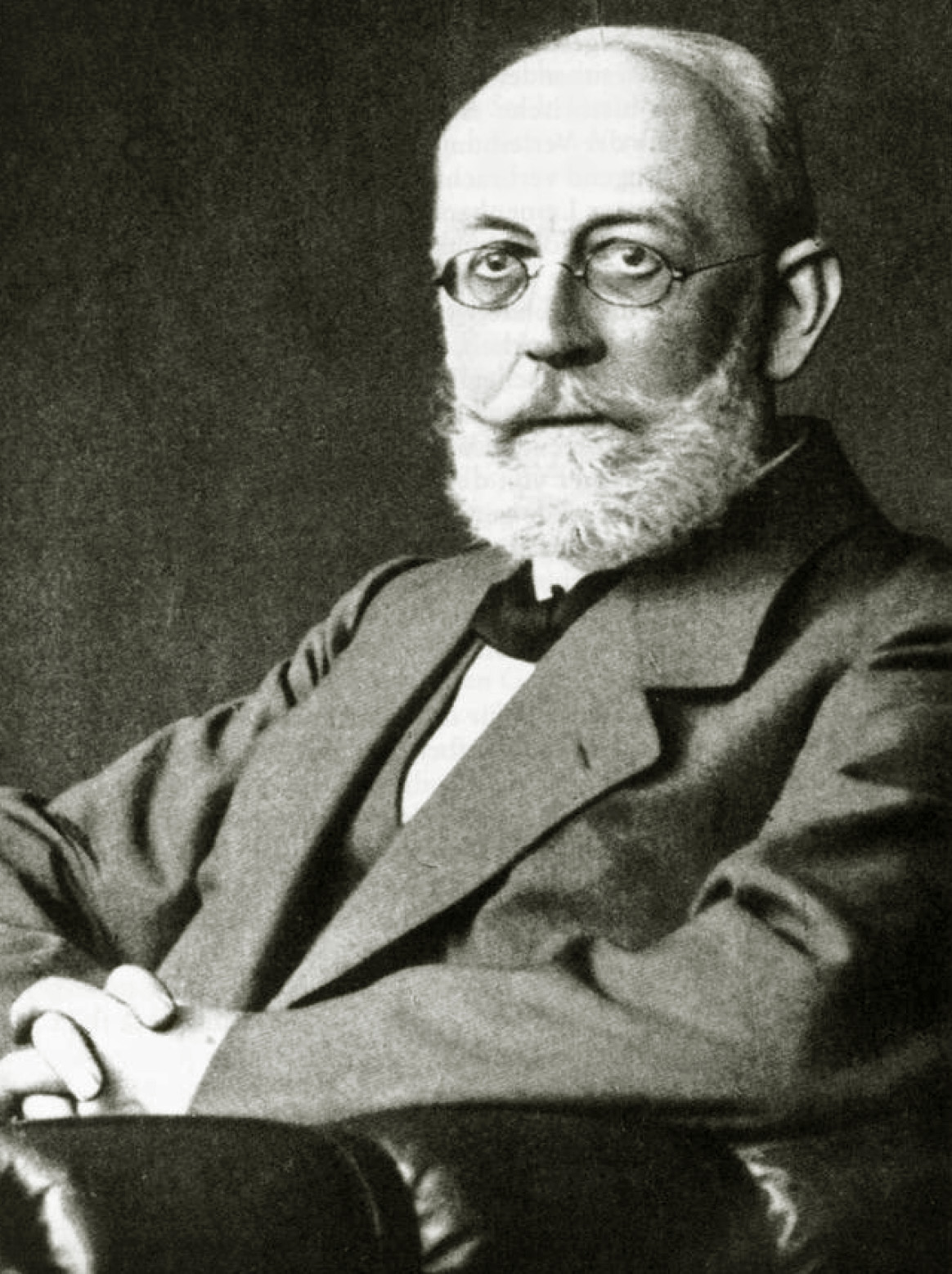
Otto Weerth, 1929

Otto Weerth (* 21. Juni 1849 in Blomberg; † 27. April 1930 in Detmold) war Gymnasialprofessor und langjähriger Vorsitzender des Naturwissenschaftlichen und Historischen Vereins für das Land Lippe e. V. In seinem Gedenken wird der Otto-Weerth-Preis verliehen.

## Leben
Otto Weerth war der Sohn des Blomberger Pfarrers Gottfried Wilhelm Weerth (1815–1884) und dessen Ehefrau Charlotte Helene Reinold (1828–1903). Sein Großvater war der Generalsuperintendent der lippischen Landeskirche Ferdinand Weerth, sein Onkel der Dichter Georg Weerth.
Weerth legte 1868 das Abitur am Leopoldinum im Detmold ab. Im selben Jahr begann er im April ein Studium in Göttingen und Tübingen. Von Juli 1870 bis Juli 1871 unterbrach er dieses Studium, da er sich freiwillig zum Kriegsdienst im 55er Regiment meldete. Dabei kam er in französische Gefangenschaft in Metz. Nachdem er sein Studium wieder aufgenommen hatte, legte er im März 1873 die erste Staatsprüfung für das höhere Lehramt in Göttingen ab. 1874 verfasste er seine Dissertation in Jena.
Bereits ab Ostern 1873 unterrichtete Weerth am Gymnasium und in der Realschule in Celle. Ostern 1876 wechselte er zum Leopoldinum in Detmold. Im gleichen Jahr wurde er Assistent seines Onkels Carl Weerth. Dieser leitete das naturwissenschaftliche Museum in Detmold (heute Lippisches Landesmuseum). 1889 wurde Weerth zum Leiter des Museums bestimmt.
1890 kandidierte Weerth für die Nationalliberale Partei für die Wahl zum Reichstag. Am 1. April 1893 ernannte man Weerth zum Gymnasialoberlehrer, am 16. Januar 1896 erfolgte eine Beförderung zum Gymnasialprofessor. Bei der Landtagswahl in Lippe 1900 am 18. Dezember 1900 wurde er als Vertreter der Klasse I b in den Lippischen Landtag gewählt, dem er bis Ablauf der Wahlperiode 1904 angehörte.
Am 22. Oktober 1904 war Weerth Gründungsmitglied und Vorsitzender der geschichtlichen Abteilung des Naturwissenschaftlichen Vereins. Damit begann auch die Herausgabe der Zeitschrift Mitteilungen aus der lippischen Geschichte und Landeskunde. Der erste Artikel in der ersten Ausgabe der Mitteilungen im Jahr 1903 war ein Bericht von Otto Weerth über seine Grabungen an der Uffoburg.
Am 31. März 1921 wurde Weerth pensioniert und 1927 legte er den Vereinsvorsitz, den er mindestens seit 1892 innehatte, nieder. Der Verein ernannte ihn zum Ehrenvorsitzenden. 1929 wurde Weerth erster Ehrenbürger von Oerlinghausen. Nach langer Krankheit starb er am 27. April 1930 in Detmold.

## Familie
Weerth war ein Neffe von Georg Weerth und Bruder der Heimatschriftstellerin Julie Weerth. Am 24. April 1878 heiratete Weerth Hedwig Dorothea Wolphine Lampson aus Berlin. Aus dieser Ehe gingen folgende Kinder hervor:
- Margarete Maria (* 30. Juni 1879)
- Karl Emil Ferdinand Weerth (* 13. Juni 1881; † 7. Juni 1960), Studienrat und Vater von Heddy Pross-Weerth

## Teilnachlass
Deutsches Museum München, Archiv, Forschungsstelle Papiergeschichte:
- FPG vorl. Nr. 382 Lippe I (Sammlung Weerth) 1638–1852
- FPG vorl. Nr. 383 Lippe II (Sammlung Weerth) 1567–1861

## Schriften
- Der Hilssandstein des Teutoburger Waldes. 1880 (Digitalisat)
- Otto Weerth, Ernst Anemüller: Bibliotheca Lippiaca : Uebersicht über die landeskundliche und geschichtliche Litteratur des Fürstenthums Lippe, Detmold : Meyer, 1886 (Digitalisat)
- Die Veme oder das Freigericht im Bereiche des Fürstentums Lippe. 1895 (LLB Detmold), (Digitalisat)
- Die Papiermühlen der Grafschaft Ravensberg. In: Jahresbericht des Historischen Vereins für die Grafschaft Ravensberg 16 (1902), S. 24–35.
- Das Papier und die Papiermühlen im Fürstentum Lippe. Hinrichs, Detmold 1904.
- Führer durch die Zoologische Sammlung des Landesmuseums. Detmold 1922.
- Geologie des Landes Lippe. Meyersche Hofbuchhandlung, Detmold 1929.